# テレビ放送枠
テレビ放送枠（テレビほうそうわく）とはテレビ局においてテレビ番組が放送される特定の日付・時間のこと。ここでは、特定の曜日や時間を示した枠の一覧を示す。
一部、公知の俗称や通称名、ウィキペディア利用者が便宜的に付した名称を使用。

## NHK
- NHK総合テレビ
- NHK教育テレビ
- 日本放送協会

帯番組
- NHK総合テレビ午前の情報番組枠 - 平日午後の情報番組枠
- NHK総合テレビ朝ニュース枠 - 夕方ニュース枠 - 平日夜ニュース枠 - 深夜ニュース枠
- NHK総合テレビスポーツニュース枠

シリーズ放送枠
- NHK総合テレビ土曜昼前の情報番組枠
- NHK総合テレビ日曜昼前の情報番組枠
- 23時のNHK
- 若年層ターゲットゾーン
- EYES
- 子供の時間
- NHK総合テレビ火曜夜7時30分枠のアニメ
- NHK総合テレビ金曜夜7時30分枠のアニメ
- NHK総合テレビ土曜朝9時30分枠のアニメ
- まんが劇場
- NHKアニメ劇場
- NHK総合テレビ深夜アニメ枠
- NHK教育テレビ午後枠のアニメ
- NHK教育テレビ土曜朝アニメ枠
- NHK教育テレビ土曜夕方6時台枠のアニメ
- NHK教育テレビ日曜朝7時台枠のアニメ
- Template:NHKのテレビドラマ

## 日本テレビ系列
- 日本テレビ
- NNN
- 日本テレビネットワーク協議会

帯番組
- 日本テレビ系列早朝の情報番組枠 - 朝の情報番組枠 - 平日昼前の情報番組枠 - 平日昼の情報番組枠
- 日本テレビ系列朝ニュース枠 - 昼ニュース枠 - 夕方ニュース枠 - 深夜ニュース枠
- 日本テレビ系列平日午前のワイドショー枠 - 平日午後2時のワイドショー枠 - 平日午後3時のワイドショー枠 - 平日午後4時のワイドショー枠（過去）
- 日本テレビ系列スポーツニュース枠
- 日本テレビ系列夕方6時35分枠の帯アニメ（過去：1966年 - 1971年）

シリーズ放送枠
- プラチナイト（2002年（前身） - ）
- 日本テレビ系列平日夕方5時台枠のアニメ
- 日本テレビ制作月曜夜7時台枠のアニメ（過去：1970年 - 1989年）
- 日本テレビ系列火曜夜7時台枠のアニメ（過去：1964年 - 1992年）
- 日本テレビの深夜アニメ枠（1997年 - ）
- 日本テレビ系列水曜夜7時台枠のアニメ（過去：1972年 - 1987年）
- 日本テレビ系列木曜夜7時枠のアニメ（過去：1959年 - 1985年）
- 日本テレビ系列金曜夕方5時台枠のアニメ
- 日本テレビ系列金曜夕方6時枠のアニメ
- FRIDAY ANIME NIGHT(2023年 - )
- 日本テレビ系列土曜朝7時台の情報番組枠（過去：1980年 - 1996年）
- 日本テレビ系列土曜夕方6時30分枠のアニメ
- 日本テレビ系列日曜朝10時台枠のアニメ（過去：1983年 - 2013年）
- 日本テレビ系列日曜夕方6時30分枠のアニメ
- 日本テレビ系列プロレス番組枠（過去：1957年 - 2009年）
- Template:日本テレビのテレビドラマ

読売テレビ制作
- 読売テレビ
- 読売テレビ制作土曜朝のワイドショー（1990年 - 2025年）
- 読売テレビ制作土曜昼の情報番組枠（2025年 - ）
- 読売テレビ制作月曜夜7時枠のアニメ（過去：1986年 - 2009年） - アニメ☆7（過去：2005年（前身） - 2009年）
- 読売テレビ制作月曜夜7時30分枠のアニメ（過去：1989年 - 2009年）
- 読売テレビ制作土曜夕方5時30分枠のアニメ（2013年 - ）
- 読売テレビ制作土曜夕方6時枠のアニメ（2009年 - ）
- 読売テレビ制作土曜夜7時枠のアニメ（過去：1967年 - 1985年）
- 読売テレビ制作日曜朝7時枠のアニメ（過去：2009年 - 2013年）
- 読売テレビ制作日曜夜7時台枠のアニメ（過去：1971年 - 1991年）
- MANPA（2004年 - ）
  - あにめのめ

## テレビ朝日系列
- テレビ朝日
- オールニッポン・ニュースネットワーク
- 東映#放送枠

帯番組
- テレビ朝日系列早朝の情報番組枠 - 朝の情報番組枠 - 平日昼前の情報番組枠 - 平日昼の情報番組枠
- テレビ朝日系列朝ニュース枠 - 昼ニュース枠 - 夕方ニュース枠 - 深夜ニュース枠
- テレビ朝日系列平日午前のワイドショー枠 - 平日午後のワイドショー枠
- テレビ朝日系列スポーツニュース枠
- テレビ朝日系列夕方6時50分枠の帯アニメ（過去：1979年 - 1991年）

シリーズ放送枠
- テレビ朝日系列土曜昼前の情報番組枠
- テレビ朝日系列土曜昼の情報番組枠
- テレビ朝日系列日曜昼前の情報番組枠
- テレビ朝日系列月曜夜7時台枠のアニメ（過去：1963年 - 1996年）
- テレビ朝日系列火曜夜7時台枠のアニメ（過去：1963年 - 2011年）
- テレビ朝日系列水曜夜7時台枠のアニメ（過去：1961年 - 1989年）
- テレビ朝日系列木曜夜7時台枠のアニメ（過去：1988年 - 1996年）
- テレビ朝日系列金曜夕方5時台枠のアニメ
- テレビ朝日系列金曜夜7時台枠のアニメ（過去：1967年 - 2019年）
- テレビ朝日土曜朝11時台枠のアニメ
- テレビ朝日系列土曜夕方6時台枠のアニメ
- テレビ朝日系列土曜夜7時台枠のアニメ（過去：1964年 - 2004年）
- テレビ朝日系列土曜夜8時台枠のアニメ（過去：1966年・1972年 - 1973年）
- テレビ朝日系列日曜朝6時30分枠のアニメ（過去：2000年 - 2016年）
- ニチアサキッズタイム（2007年 - 、系列局制作を含む）
  - スーパーヒーロータイム （2003年 - ）
- テレビ朝日系列日曜夕方6時台枠のアニメ（過去：1959年 - 1978年）
- テレビ朝日系列日曜夜7時枠のアニメ（過去：1960年 - 1977年）
- ネオバラエティ（1993年 - 2022年）
- ネオバラ2（2012年 - ）
- ネオバラ3（2017年 - 2020年）
- ネオネオバラエティ（過去：2002年 - 2009年）
- ネオバラエティ2（2014年 - 2022年）
- ネオバラエティ第3部（過去：2005年 - 2009年）
- ネオバラエティ第4部（過去：2005年 - 2009年）
- バラバラ大作戦
- スーパーバラバラ大作戦
- テレビ朝日の深夜アニメ枠（1997年 - ）
  - NUMAnimation（2020年 - ）
  - IMAnimation（2024年 - ）
  - IMAnimation W（2025年 - ）
- Template:テレビ朝日のテレビドラマ

朝日放送テレビ制作
- 朝日放送テレビ
- 朝日放送平日早朝のローカル枠（1983年 - ）
- 朝日放送平日午後のワイドショー枠（過去：1972年 - 2009年）
- 朝日放送夕方ニュース枠（1977年 - ）
- 朝日放送テレビ制作土曜朝のワイドショー（1975年 - ）
- 朝日放送テレビ制作日曜朝8時30分枠のアニメ（1984年 - ）
- ナイトinナイト（1986年 - ）
- 水曜アニメ〈水もん〉（2012年 - ）
- ANiMAZiNG!!!
- ANiMAZiNG²!!!

名古屋テレビ（現・メ〜テレ）制作
- 名古屋テレビ放送
- 名古屋テレビ制作土曜夕方5時枠のアニメ
- 名古屋テレビ制作土曜夕方5時30分枠のアニメ
- 名古屋テレビ制作日曜朝7時枠のアニメ

## TBS系列
- TBSテレビ
- ジャパン・ニュース・ネットワーク

帯番組
- TBSテレビ系列早朝の情報番組枠 - 朝の情報番組枠 - 平日昼の情報番組枠
- TBSテレビ系列朝ニュース枠 - 昼ニュース枠 - 夕方ニュース枠 - 深夜ニュース枠
- TBSテレビ系列平日午前のワイドショー枠 - 平日午後のワイドショー枠
- TBSテレビ系列スポーツニュース枠

シリーズ放送枠
- 吉崎金門海峡（過去：2009年 - 2010年）
- テッペン!（2014年 - ）
- TBSテレビ系列火曜夜7時枠のアニメ（過去：1963年 - 2003年）
- TBSテレビ系列水曜夜7時台枠のアニメ（過去：1964年 - 2006年）
- TBSテレビ系列木曜夜7時枠のアニメ（過去：1966年 - 1992年）
- TBSテレビ系列金曜夜7時枠のアニメ（過去：1970年 - 1993年）
- TBSテレビ系列土曜朝7時台枠のアニメ（過去：1994年 - 2019年）
- アニメサタデー630（過去・毎日放送と共同：2017年 - 2019年）
- TBSテレビ土曜夕方5時台枠のアニメ（過去：1978年 - 2006年）
- TBSテレビ系列土曜夜7時枠のアニメ（過去：1971年 - 1994年）
- TBSテレビ系列土曜夜の情報番組枠
- TBSテレビ系列日曜朝11時枠のアニメ
- TBSテレビ制作日曜夕方4時30分枠のアニメ
- TBSテレビ系列日曜夕方5時枠のアニメ（過去：1983年 - 1985年）
- TBSテレビの深夜アニメ枠（2004年 - ）
- Template:TBSのテレビドラマ

毎日放送制作
- 毎日放送
- 毎日放送夕方ニュース枠（1976年 - ）
- 毎日放送制作土曜朝のワイドショー（1965年 - ）
- 毎日放送制作土曜夕方6時枠のアニメ（過去：1993年 - 2008年）
- 毎日放送制作日曜昼2時枠のアニメ
- 毎日放送制作日曜夕方5時枠のアニメ（2008年 - 2017年、2022年 - ）
- アニメイズム（2006年（前身） - ）
- スーパーアニメイズム（2019年 - ）
- アニメシャワー（1997年 - ）
- アニメ特区

中部日本放送制作
- 中部日本放送
- アガルアニメ(2024年4月 - )

## テレビ東京系列
- テレビ東京
- TXN

帯番組
- テレビ東京系列平日午前の情報番組枠 - 平日午後の情報番組枠
- テレビ東京系列朝ニュース枠 - 昼ニュース枠 - 夕方ニュース枠 - 深夜ニュース枠
- テレビ東京系列株式市況ニュース枠
- テレビ東京系列スポーツニュース枠

シリーズ放送枠
- テレビ東京平日朝アニメ枠（2015年7月現在、単独のアニメ番組はない）
- アニメ530（2006年 - 2014年、後半の6時枠は存続）
- テレビ東京平日夕方6時枠のアニメ
  - プリスクタイム（過去：2019年 - 2020年）
- テレビ東京平日夕方6時30分枠のアニメ
- テレビ東京系列平日夜7時台枠のアニメ
- テレビ東京系列土曜夜7時台枠のアニメ
- テレビ東京系列日曜夜7時枠のアニメ
- テレビ東京系列土曜朝のアニメ・子供向け番組ゾーン
- テレビ東京系列日曜朝のアニメ・子供向け番組ゾーン
- テレビ東京系列日曜朝8時30分枠のアニメ（2001年 - ）
- テレビ東京系列日曜朝9時枠のアニメ
- テレビ東京系列日曜夕方のアニメ枠
- バラエティ7（過去：2009年 - 2011年）
  - ソコアゲ★ナイト（2012年 - ）
- テレビ東京の深夜アニメ枠
- テレビ東京プロレス番組枠（過去：1968年 - 2008年）
- Template:テレビ東京のテレビドラマ

テレビ大阪制作
- テレビ大阪
- テレビ大阪日曜朝9時30分枠のアニメ（1998年 - 2011年、2020年 - 2023年）

テレビ愛知制作
- テレビ愛知
- テレビ愛知制作土曜朝8時枠のアニメ（1998年 - ）

## フジテレビ系列
- フジテレビ
- フジニュースネットワーク
- フジネットワーク

帯番組
- フジテレビ系列早朝の情報番組枠 - 朝の情報番組枠 - 平日昼前の情報番組枠 - 昼の情報番組枠
- フジテレビ系列朝ニュース枠 - 昼ニュース枠 - 夕方ニュース枠 - 深夜ニュース枠
- フジテレビ系列平日午前のワイドショー枠 - 午後のワイドショー枠
- フジテレビ平日午前テレビショッピング枠
- フジテレビ系列午後のスポットニュース枠（現在は昼のバラエティ番組枠に内包）
- フジテレビ系列スポーツニュース枠
- フジテレビ系列平日昼のバラエティ番組枠
- フジテレビ系列夕方6時55分枠の帯アニメ（過去：1959年 - 1975年）

シリーズ放送枠
- フジテレビ系列土曜昼前の情報番組枠 （過去）
- フジテレビ・関西テレビ制作日曜夜の情報番組枠
- フジテレビ系列日曜未明の競馬番組
- フジテレビ系列日曜午後の競馬番組
- フジテレビ系列月曜夜7時台枠のアニメ（過去）
- フジテレビ系列火曜夜7時台枠のアニメ（過去）
- フジテレビ系列水曜夜7時台枠のアニメ（過去）
- フジテレビ系列木曜夜7時台枠のアニメ（過去）
- フジテレビ系列金曜夕方4時台枠のアニメ（過去）
- フジテレビ系列金曜夕方5時台枠のアニメ（過去）
  - ティーンズゴールデンタイム
  - 金曜アニメランド
- フジテレビ系列金曜夜7時台枠のアニメ（過去）
- フジテレビ系列金曜夜11時台枠のアニメ
- フジテレビ土曜夕方6時台枠のアニメ（過去）
- フジテレビ系列土曜夜7時台枠のアニメ（過去：1962年 - 1990年）
- フジテレビ日曜朝8時30分枠のアニメ（過去：アドベンチャーサンデー、2016年 - 2019年）
- フジテレビ日曜朝9時台枠のアニメ（ドリーム9→ストロング9→アドベンチャーサンデー→アニメサンデー9、1983年 - ）
- フジテレビ系列日曜夕方6時台枠のアニメ（1962年 - ）
- フジテレビ系列日曜夜7時台枠のアニメ（過去）
  - 世界名作劇場
- フジテレビ系列日曜夜11時台枠のアニメ
- フジテレビの深夜アニメ枠
  - ノイタミナ（2005年 - ）
  - +Ultra（2018年 - ）
  - NOISE（過去：2008年 - 2009年）
- バラパラ（過去）→COOL TV
- 第8地区（過去：2014年 - 2015年）
- Template:フジテレビのテレビドラマ

関西テレビ制作
- 関西テレビ
- 関西テレビ制作土曜朝のワイドショー（1966年 - ）
- 関西テレビ制作日曜午後の競馬番組（1959年 - ）
- アニメわ〜く!（過去：2010年 - 2011年）

## その他
- 単発特別番組枠